# Cemitério dos Heróis

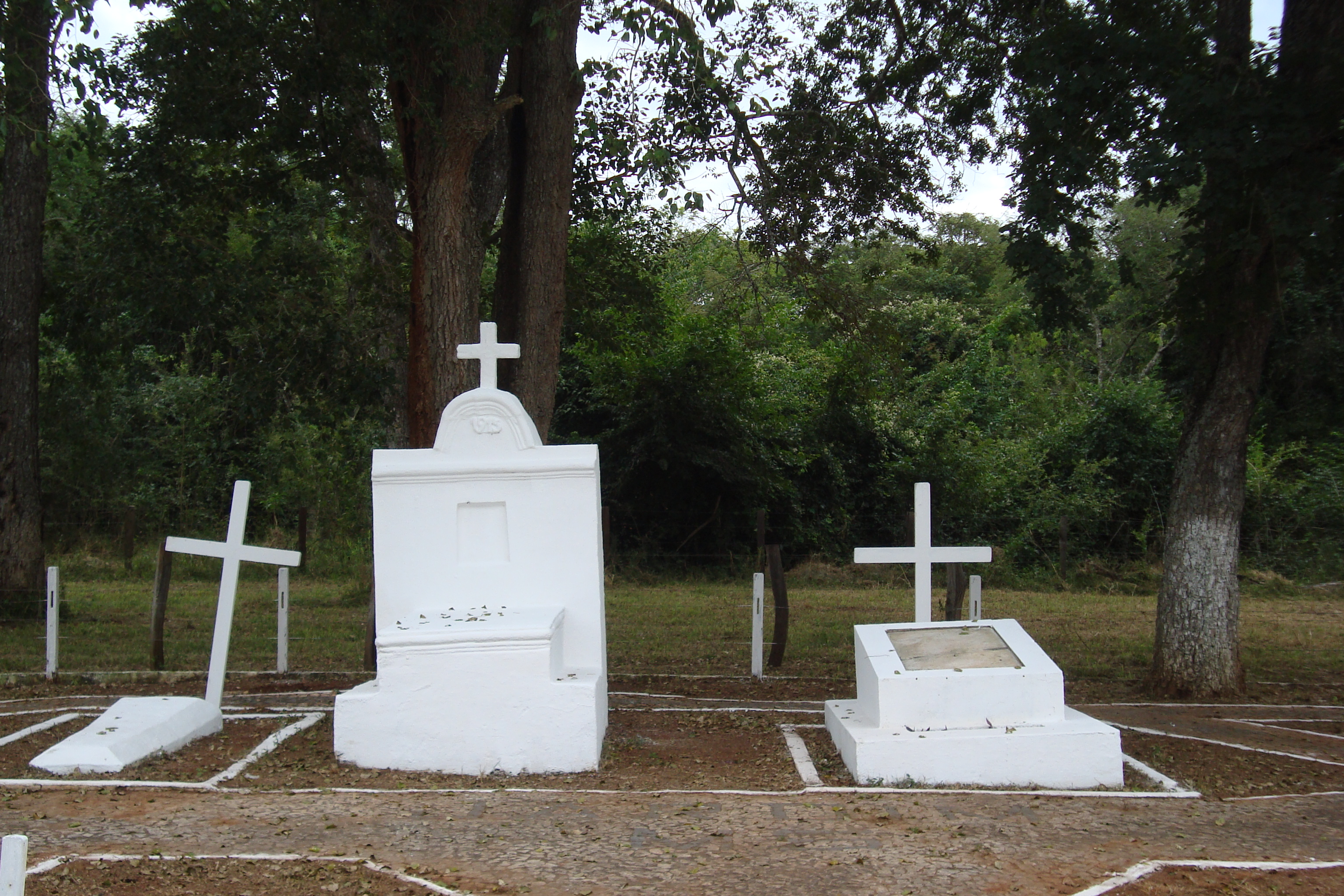
Túmulo de José Francisco Lopes, o "guia Lopes".

O Cemitério dos Heróis é um Patrimônio histórico do Município de Jardim no estado de Mato Grosso do Sul. 
Foi na margem esquerda do Rio Miranda que morreram e foram enterrados heróis nacionais, no episódio da Retirada da Laguna, como o coronel Carlos de Morais Camisão, o tenente-coronel Juvêncio Cabral de Menezes e o José Francisco Lopes, o Guia Lopes. 

## Histórico

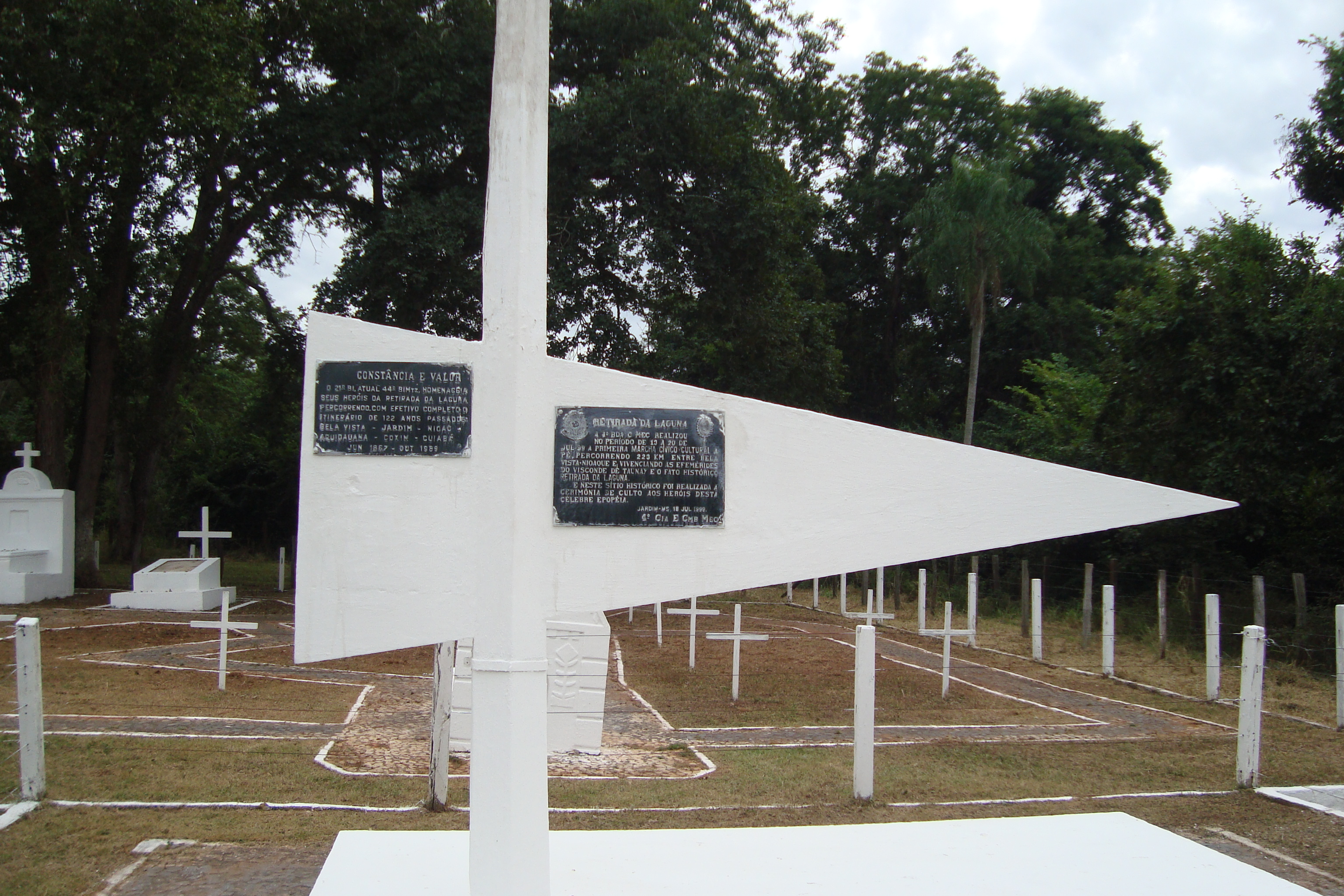

Durante mais de cinco meses, em 1867, eles fizeram parte da Força Expedicionária ao sul da Província de Mato Grosso, nas operações de guerra contra o ditador Solano López.
Molestados por cólera, desprovidos de alimentação e munição, e atacados pelo inimigo, acabaram morrendo na margem esquerda do rio Miranda onde está o cemitério.
Os restos mortais dos heróis, posteriormente, foram levados para o Rio de Janeiro na década de 1930, onde existe uma cripta construída na Praia Vermelha em homenagem aos "Heróis de Dourados e Laguna", monumento este que é de conhecimento de poucas pessoas.
O local é mantido pela prefeitura e pela 4ª Companhia de Engenharia de Combate Mecanizada.